# San Vittore del Lazio
San Vittore del Lazio é uma comuna italiana da região do Lácio, província de Frosinone, com cerca de 2.672 habitantes. Estende-se por uma área de 27 km², tendo uma densidade populacional de 99 hab/km². Faz fronteira com Cassino, Cervaro, Conca Casale (IS), Mignano Monte Lungo (CE), Rocca d'Evandro (CE), San Pietro Infine (CE), Venafro (IS), Viticuso.

## Demografia
| Variação demográfica do município entre 1861 e 2011                               |
|                                                                                   |
| Fonte: Istituto Nazionale di Statistica (ISTAT) - Elaboração gráfica da Wikipedia |